# Amastris projecta
Amastris projecta är en insektsart som beskrevs av William D. Funkhouser. Amastris projecta ingår i släktet Amastris och familjen hornstritar. Inga underarter finns listade i Catalogue of Life.